# Костурски революционен район
Костурският революционен район от Битолския революционен окръг на Вътрешната македоно-одринска революционна организация обхваща териториите на Костурската кааза в Османската империя с главен град Костур. Районът е един от най-добре организираните за революционни действия и активно участва в подготовката и реализацията на Илинденско-Преображенското въстание, заради което силно пострадва при потушаването на въстанието. За време на активната дейност на гръцката въоръжена пропаганда в Македония в периода 1904 – 1908 година Костурско е основно бойно поле на съперничещите си български и гръцки чети. Главен ръководител на гръцкия комитет е костурският митрополит Герман Каравангелис, а войводата Васил Чекаларов е най-изявеният войвода от ВМОРО в района. След Балканската война от 1912 година територията на района попада в Кралство Гърция, но въоръжената съпротива срещу окупацията продължава и след това.

## Костурски революционен район
Костурският революционен район е създаден и ръководен от Павел Христов между 1898 – 1901, подпомогнат от Кузо Стефов, Лазар Поптрайков и Михаил Николов. Заедно с Лазар Поптрайков, с длъжност главнен районен агитатор, привличат харамийския войвода Коте Христов към организацията през 1899 година. Района получава голяма помощ с пристигането на първата агитационна чета на ВМОРО в Леринско на Марко Лерински. През 1900 година започват редовни доставки на оръжие към Костурско от Гърция, канал организиран от Лазар Киселинчев и Васил Чекаларов. През 1901 година в района избухват Нурединовата и Иванчовата афера, при която са арестувани редица дейци на организацията и са заловени много оръжия.
През 1900 година в град Костур пристига новият гръцки митрополит Германос Каравангелис, който създава шпионски мрежи в костурските села и затруднява работата на ВМОРО. Със засилването на гъркоманската пропаганда до 1902 година Коте Христов, Павле Киров, Вангел Георгиев и Геле Търсиянски преминават срещу заплата на страната на митрополита. Васил Чекаларов организира чета, с която преследва и изтребва сподвижниците на Германос Каравангелис. В началото на 1903 година започва подготовката по изпращането на първите дейци на Гръцката въоръжена пропаганда в Македония в Костурско.

## Илинденско-Преображенско въстание

### Подготовка
На Смилевския конгрес участват и представители на Костурския революционен район. В първия ден на конгреса на 2 май в Смилево присъстват 24 войводи, от които двама четници. Отсъстват само Лазар Поптрайков и Иван Попов. За делегати са избрани Васил Чекаларов и Пандо Кляшев.
При преразпределението на районите в битолския окръг за въстанието Костурско запазва името и географските си граници, като се създават 5 подрайона, а 2 от тях са разделени на отделни центрове. В тях трябва да действат районни чети, които да се управляват от горски началства. В отделните села действат и селски чети от по 30 – 50 души четници, а в селата Смърдеш и Косинец се организират по 2 селски чети. Общата им численост за района е 672 четници.
Пандо Кляшев обобщава, че районът разполага с над 1500 разновидни пушки, главно „Гра“ (до 95%) и Манлихери с по 200 патрона. Според него местната организация не разполага с хранителни запаси за време на въстанието, но потвърждава, че ще набавят преди започването му. Фелдфебел Иван Попов е определен за инструктор в курсовете по военно обучение в Костурско.

## След въстанието
След погрома на въстанието от ръководителите на ВМОРО се оттеглят в Гърция или в България и в Костурско остава единствено Митре Влаха. В края на 1903 година Иван Попов от София съобщава на дейците в Гърция, че Организацията е решил да възобнови четническата дейност. В средата на януари 1904 година в Костенарията пристигат Киряк Шкуртов, Нумо Желински и Костандо Живков, които наказват няколко предатели в Костенарията и се опитват да възстановят революционната дейност. Организирани са и крайните южни костенарски села, в които дотогава няма революционни комитети като Либешево, Бойно, Бела църква, Нестиме и Песяк. В средата на февруари 1904 година в Костенарията пристигат и Никола Добролитски, Пандо Сидов, Тома Янакиев, Кольо А. Цаконски и Васил Бружо от Добролища. Костенарските дейци се срещат в началото на април в Кономладската планина в Корещата с Митре Влаха, който вече е събрал чета от 5-6 души. Там пристига и Трайко Данданов с 8 души чета, а по-късно и 33 революционери избягали от Битолския затвор. Решено е Митре Влаха да остане околийски войвода на Костурско, Нумо Желински войвода на Костенарията, Кольо Добролитски - войвода на Нестрамкол, а Трайко Данданов - войвода на Пополето.
| Хронология на революционните събития в района 1899 – 1908 | Хронология на революционните събития в района 1899 – 1908 |
| | Дата                                                      |
| --- | --------------------------------------------------------- |
| Убийство на видния български деец в Хрупища Георги Бабулев от платен агент на Костурската митрополия                                                               | май 1899                                                  |
| Убийство на гъркоманите от Загоричани, дейци на гръцката пропаганда и агенти на властта Христо Цуцулев (учител) и Козма Клянков от Лазар Поптрайков                | юли 1899                                                  |
| Убийство на българския деец Христо Стамчето от Косинец от Сефедин ага от Света Неделя, член на бандитското семейство Меровци                                       | есен 1899                                                 |
| Убийство от ВМОРО на Незер, золумджия и убиец на Алексо Новачков от Поздивища                                                                                      | 10 ноември 1899                                           |
| Убийство от ВМОРО на Касъм ага от Капещица, золумджия и прекупвач на десятък                                                                                       | април 1900                                                |
| Убийство от войводата на ВМОРО Атанас Петров на Нуредин ефенди от Света Неделя, золумджия и прекупвач на десятък, причинило Нурединовата афера                     | 6 май 1900                                                |
| Убийство от ВМОРО на Абедин бей от Костур, едър земевладелец и изедник                                                                                             | 1900                                                      |
| Убийство от ВМОРО на Трайко Мельов от Косинец като предател и агент на властта                                                                                     | 1900                                                      |
| Убийство от ВМОРО на Сотир от Въмбел като предател и агент на властта                                                                                              | 1900                                                      |
| Залавяне на пощата Битоля – Корча от четата на Митре Влаха, при което загиват двама стражари                                                                       | май 1900                                                  |
| Убийство на Накето Гершан, виден българин от Косинец, в местността Вир между Смърдеш и Косинец от Меровци                                                          | 1901                                                      |
| Убийство от ВМОРО на Цильо Стойков от Лобаница като предател и изедник                                                                                             | 1901                                                      |
| Иванчова афера | юли 1901                                                  |
| Убийство в Костур на явния предател Трайко от Руля от четника Христо Леринчанчето, който се самоубива, за да не бъде заловен. Край на Трайковата афера             | януари 1902                                               |
| Убийство от ВМОРО на Лазо Колев като предател и спомагач на изедниците                                                                                             |                                                           |
| Убийство от ВМОРО на Тефик ефенди от Албания в Поздивища като убиец и изедник                                                                                      | ноември 1901                                              |
| Убийство от ВМОРО на Зулфо от Шак в Косинец като народен изедник                                                                                                   | 1902                                                      |
| Сражение на четите на Атанас Петров и Кузо Стефов с аскер в Шестеово след предателство на гъркоманите Апостолови от Жупанища, в което загива Стефов и Малкото Наке | 24 февруари 1902                                          |
| Убийство на българския свещеник Васил Димитров от Желин от подкупени от владиката Герман Каравангелис турци                                                        | 8 юни 1902                                                |
| Убийство от ВМОРО на Васил Джамбов и Стерьо Иванов Джамбов от Желин като укриватели на убийците на отец Димитров и агенти на властта                               | септември 1902                                            |